# Francesca Cappa
Francesca Cappa (1969) è un'ex cestista italiana.
Alta 183 cm, giocava come ala-centro nell'Associazione Sportiva Vicenza nel 1989-90. In quella stagione ha totalizzato 190 punti in 29 partite di campionato.